# Autoroute A55 (Francia)
La autoroute A55 es una autopista gratuita que enlaza Marsella con Martigues. La gestión de la autopista es responsabilidad de la direction interdépartementale des Routes de Marsella. Está prevista su ampliación hasta la A54, con un enlace cerca de Arlés.

## Historia
El primer tramo en ser inaugurado fue la circunvalación de Martigues en 1972. Luego en 1975 fue inaugurado un tramo que enlaza con la autopista A7. La parte entre Martigues y Marsella se inauguró en 1989.

## Salidas
| Número de Salida                                               | Nombre de Salida                                                                                            | Carretera que enlaza |
| -------------------------------------------------------------- | --- | -------------------- |
|                                                                | Tunnel du Vieux-Port                                                                                        |                      |
|                                                                | Le Vieux Port, Le Pharo, La Plage                                                                           |                      |
| 1 (0.5km)                                                      | Toulon et Aubagne por RD ; La Joliette, Vieux-Port, Hôtel de Ville, Gare Maritime (Puerto)                  |                      |
| 2 (1km)                                                        | Les Ports, La Joliette                                                                                      |                      |
| 3                                                              | hacia A7 (Aix-en-Provence), Les Arnavaux, La Cabucelle                                                      | A557                 |
| 4 (4km)                                                        | La Madrague, Saint-Louis, Les Arnavaux, Arenc, Les Ports, Gare Maritime Déviation possible pour La Joliette |                      |
| 5 (6km)                                                        | L'Estaque, La Calade, Les Ports - Porte 4                                                                   |                      |
| 6 (7km)                                                        | L'Estaque, 6a Saint-Antoine, 6b Saint-Henri, Saint-André                                                    |                      |
|                                                                | Lyon, Avignon, Aeropuerto de Marsella Provence ; Aix-en-Provence, Marseille-centre                          | A7                   |
|                                                                | Área de Servicio de Rebuty (Marseille → Martigues) ; de La Nerthe (Martigues → Marseille)                   |                      |
| 7 (20km)                                                       | Marignane, Gignac-la-Nerthe, Le Rove                                                                        |                      |
| 8 (23km)                                                       | Sausset-les-Pins, Carry-le-Rouet, Marignane, Châteauneuf-les-Martigues                                      |                      |
| 9 (29km)                                                       | Châteauneuf-les-Martigues, La Mède                                                                          |                      |
| 10 (31km)                                                      | La Mède-Raffineries                                                                                         |                      |
| 11 (33km)                                                      | Martigues-Centre, Martigues-Jonquières                                                                      |                      |
| 12 (36km)                                                      | Martigues-Lavéra, Z.I. (Polígono Industrial)Martigues-Sud                                                   |                      |
| 13 (38km)                                                      | Martigues, Istres                                                                                           |                      |
| 13a                                                            | Martigues-Ferrières, Croix-Sainte                                                                           |                      |
| 13b                                                            | Martigues-Cento Perdrix                                                                                     |                      |
| A55 se convierte en N 568 dirección Arlés, Nîmes y Montpellier | |                      |
| no existe 14                                                   | |                      |
| 15                                                             | Saint-Jean                                                                                                  |                      |
| 16                                                             | Port-de-Bouc-Est, Saint-Mitre-les-Remparts, Centre Commercial, Z.A. La Gafette                              |                      |
| 17                                                             | Port-de-Bouc-Centre                                                                                         |                      |
| 18                                                             | Z.I. (Polígono Industrial) Port-de-Bouc                                                                     |                      |